# Ichneumon cavator
Ichneumon cavator là một loài tò vò trong họ Ichneumonidae.